# Chuyến bay 129 của Air China

Seat map Màu Xanh: Vẫn Còn Sống Sót Màu Đỏ: Là Đã Thiệt Mạng

Chuyến bay 129 của Air China là một chuyến bay bằng máy bay Boeing 767-200ER của Air China từ Bắc Kinh Trung Quốc đến Busan Hàn Quốc. Ngày 15/4/2002, chiếc máy bay này đã rơi vào một ngọn đồi khi cố hạ cánh xuống sân bay quốc tế Gimhae khi thời tiết khắc nghiệt, giết chết 128 người/166 người trên máy bay. Đây là tai nạn máy bay đầu tiên của Air China và cho đến hiện nay được ghi nhận là tai nạn hàng không thảm khốc nhất ở Hàn Quốc. Chiếc Boeing 767-200ER đã cất cánh vào lúc 8:37 giờ địa phương từ sân bay quốc tế Thủ Đô Bắc Kinh. Sau gần 2 giờ, chiếc máy bay đến gần sân bay Gimhae trong thời tiết mưa và sương mù nhẹ. Vào lúc 11:20 giờ địa phương, CA129 nhận được lệnh cho phép hạ cánh ở đường băng 36L từ đài không lưu Gimhae, nhưng máy bay vòng quanh đường băng một lần nữa sau khi tiếp cận đường băng do tầm nhìn thấp. Sau một nỗ lực để bay vòng quanh đường băng 18R (đường băng từ hướng ngược lại), phi công tập trung quá nhiều  vào thời tiết và truyền thông ATC trong khi đi dưới cao độ an toàn tối thiểu (MSA), và bị rơi vào một ngọn đồi lúc 11:40 giờ địa phương (0240UTC). Chiếc máy bay đã vỡ tan thành nhiều mảnh và bốc cháy. Chỉ có 37 người sống sót, bao gồm cả cơ trưởng.

## Máy bay
- Kiểu: Boeing 767-2J6/ER
- Đăng ký: B-2552
- Số đăng ký trước đó: N60659
- MSN/CN: 23308/127
- Động cơ: Pratt & Whitney JT9D-7R4E4

Chiếc máy bay này được giao năm 1985, số Line 127. Chiếc máy bay này đã có 39.541 giờ bay và 14.308 lần hạ cánh.